# Ust´-Biełoje
Ust´-Biełoje (ros. Усть-Белое) – wieś w Rosji, w Kraju Ałtajskim, w rejonie krasnoszczokowskim. W 2010 liczyła 313 mieszkańców.